# تشان سزي وينغ
تشان سزي وينغ (بالصينية: 陳思榮) هو لاعب كرة قدم صيني في مركز الهجوم، ولد في 23 مارس 1983 في هونغ كونغ في الصين. لعب مع نادي جنوب الصين.